# Montreuil-le-Gast
Pour les articles homonymes, voir Montreuil.
Montreuil-le-Gast (prononcé [mɔ̃tʁœj lə ɡa]) est une commune française située dans le département d'Ille-et-Vilaine en région Bretagne, peuplée de 2 048 habitants.

## Géographie
Le bourg est à 15 km au nord de Rennes, sur la départementale Rennes-Combourg.

### Communes limitrophes
| Vignoc     | Saint-Médard-sur-Ille |         |
|            | Montreuil-le-Gast     |         |
| La Mézière |                       | Melesse |

### Hydrographie
Pour un article plus général, voir Réseau hydrographique d'Ille-et-Vilaine.
La commune est située dans le bassin Loire-Bretagne. Elle est drainée par le Quincampoix, la Jandière, la Touche et le ruisseau de Chardonneret,,.
Le Quincampoix (canal d'Ille-et-Rance), d'une longueur de 10 km, prend sa source dans la commune  et se jette  dans le Canal d'Ille-et-Rance  à Betton, après avoir traversé quatre communes. 

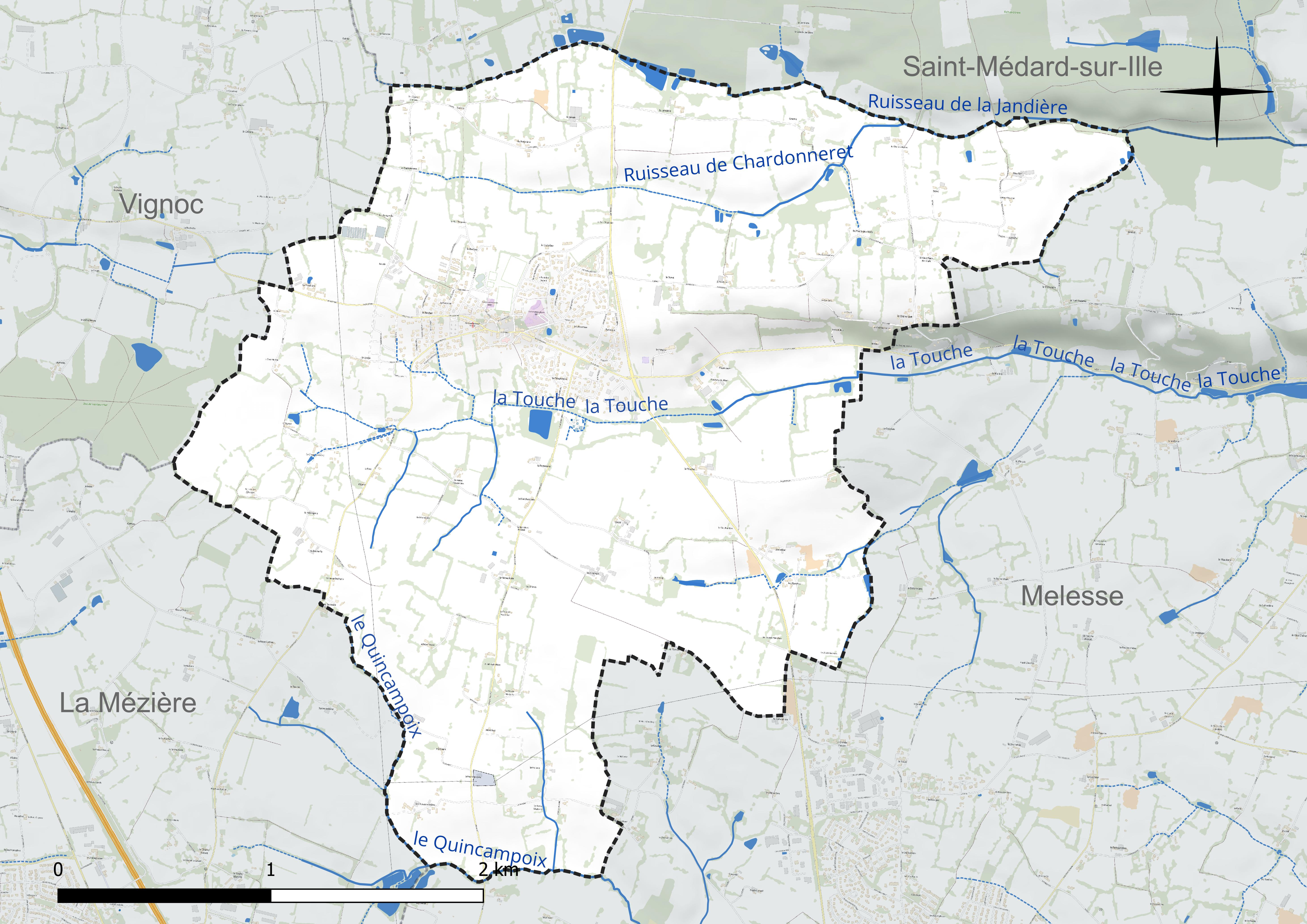
Réseau hydrographique de Montreuil-le-Gast.

### Climat
Pour des articles plus généraux, voir Climat de la Bretagne et Climat d'Ille-et-Vilaine.
En 2010, le climat de la commune est de type climat océanique altéré, selon une étude du CNRS s'appuyant sur une série de données couvrant la période 1971-2000. En 2020, Météo-France publie une typologie des climats de la France métropolitaine dans laquelle la commune est exposée à un climat océanique et est dans la région climatique  Bretagne orientale et méridionale, Pays nantais, Vendée, caractérisée par une faible pluviométrie en été et une bonne insolation. Parallèlement l'observatoire de l'environnement en Bretagne publie en 2020 un zonage climatique de la région Bretagne, s'appuyant sur des données de Météo-France de 2009. La commune est, selon ce zonage, dans la zone « Intérieur Est », avec des hivers frais, des étés chauds et des pluies modérées.  
Pour la période 1971-2000, la température annuelle moyenne est de 11,2 °C, avec une amplitude thermique annuelle de 12,8 °C. Le cumul annuel moyen de précipitations est de 778 mm, avec 13,1 jours de précipitations en janvier et 7,4 jours en juillet. Pour la période 1991-2020, la température moyenne annuelle observée sur la station météorologique la plus proche, située sur la commune de Feins à 11 km à vol d'oiseau, est de 11,9 °C et le cumul annuel moyen de précipitations est de 816,2 mm,. Pour l'avenir, les paramètres climatiques de la commune estimés pour 2050 selon différents scénarios d'émission de gaz à effet de serre sont consultables sur un site dédié publié par Météo-France en novembre 2022.

## Urbanisme

### Typologie
Au 1er janvier 2024, Montreuil-le-Gast est catégorisée bourg rural, selon la nouvelle grille communale de densité à sept niveaux définie par l'Insee en 2022.
Elle est située hors unité urbaine. Par ailleurs la commune fait partie de l'aire d'attraction de Rennes, dont elle est une commune de la couronne,. Cette aire, qui regroupe 183 communes, est catégorisée dans les aires de 700 000 habitants ou plus (hors Paris),.

### Occupation des sols
L'occupation des sols de la commune, telle qu'elle ressort de la base de données européenne d'occupation biophysique des sols Corine Land Cover (CLC), est marquée par l'importance des territoires agricoles (91 % en 2018), en diminution par rapport à 1990 (92,8 %). La répartition détaillée en 2018 est la suivante : 
zones agricoles hétérogènes (39,1 %), terres arables (39 %), prairies (12,9 %), zones urbanisées (8,3 %), forêts (0,8 %). L'évolution de l'occupation des sols de la commune et de ses infrastructures peut être observée sur les différentes représentations cartographiques du territoire : la carte de Cassini (XVIIIe siècle), la carte d'état-major (1820-1866) et les cartes ou photos aériennes de l'IGN pour la période actuelle (1950 à aujourd'hui).

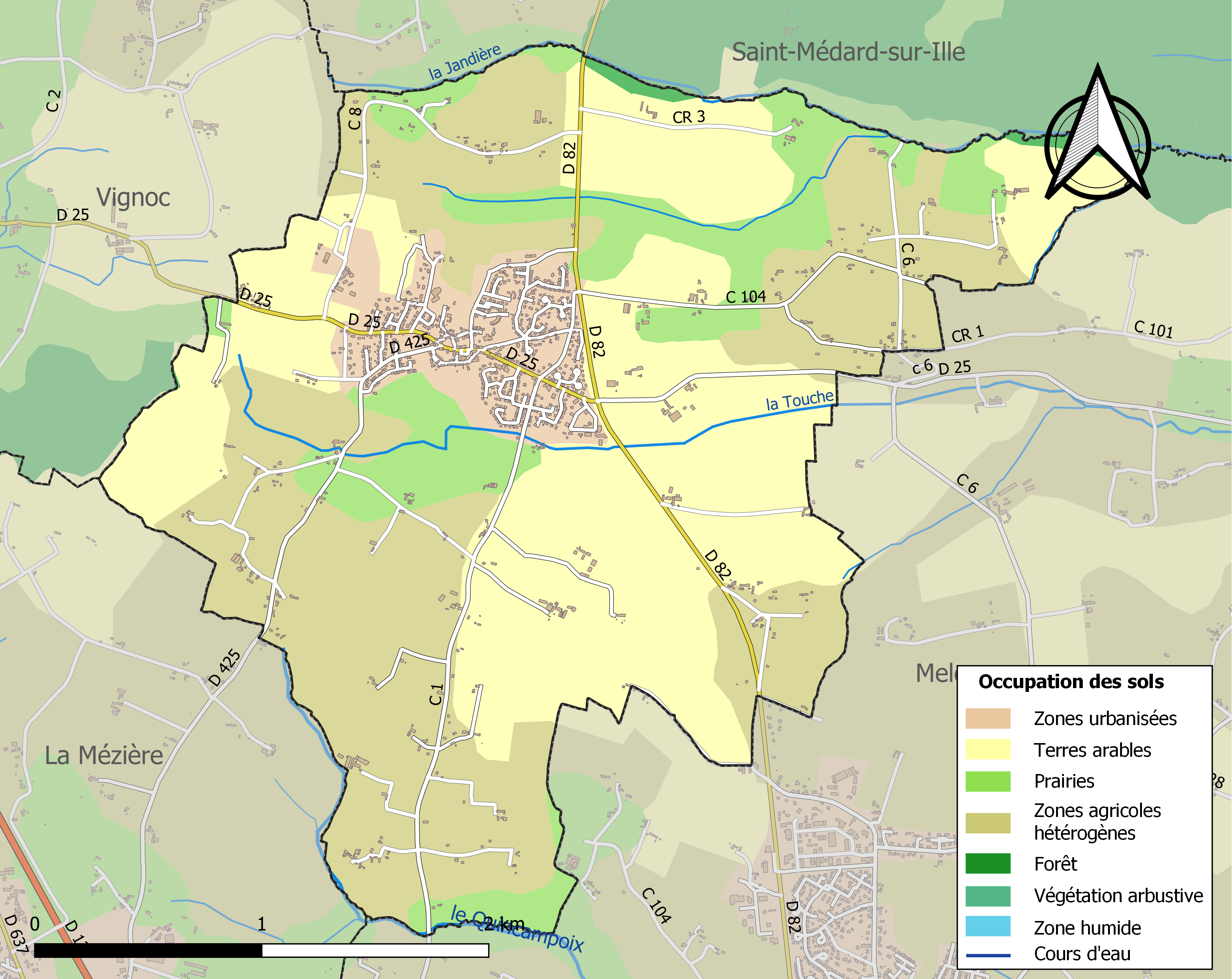
Carte des infrastructures et de l'occupation des sols de la commune en 2018 (CLC).

## Toponymie
Le nom de la localité est attesté sous la forme Mosterol le Gast au XIIe siècle.
Mousterel-ar-Gwast en breton,  Montreù-le-Gà en gallo[réf. nécessaire].

## Politique et administration
| Période                                  | Période       | Identité           | Étiquette | Qualité |
| ---------------------------------------- | ------------- | ------------------ | --------- | --- |
| Les données manquantes sont à compléter. |               |                    |           | |
| environ 1790                             | 1846          | Julien Guérin      |           | Agriculteur                                                                                                  |
| décembre 1846                            | août 1863     | Jean-Louis Monnier |           | Agriculteur                                                                                                  |
| septembre 1863                           | 1876          | Jean-Marie Guérin  |           | Médecin |
| octobre 1876                             | décembre 1877 | Olivier Bohuon     |           | Agriculteur                                                                                                  |
| janvier 1878                             | 1886          | Julien Guitton     |           | Agriculteur                                                                                                  |
| 1886                                     | 1904          | Olivier Hervé      |           | Agriculteur                                                                                                  |
| mai 1904                                 | 1920          | Julien Lahaye      |           | |
| mai 1920                                 | décembre 1920 | Pierre Hardy       |           | Agriculteur                                                                                                  |
| décembre 1920                            | décembre 1920 | Julien Duclos      |           | |
| 1921                                     | 1945          | Pierre Hardy       |           | Agriculteur                                                                                                  |
| 1945                                     | mars 1971     | Célestin Boulanger | MRP       | Artisan boucher, maire honoraire                                                                             |
| mars 1971                                | 1976          | Raymond Guichard   |           | Entrepreneur de maçonnerie                                                                                   |
| 1976                                     | mars 1983     | Jean Hanier        |           | Agriculteur, ancien premier adjoint                                                                          |
| mars 1983                                | juin 1995     | Jean-Yves Chénard  | SE        | Agriculteur (éleveur bovin)                                                                                  |
| juin 1995                                | mars 2008     | Alain Marsac       | DVG       | Inspecteur de l'Éducation nationale                                                                          |
| mars 2008                                | 23 mai 2020   | Jean-Yves Billon   | DVG       | Gestionnaire ressources réseaux à France Télécom Vice-président de la CC du Val d'Ille-Aubigné (2008 → 2020) |
| 23 mai 2020                              | En cours      | Lionel Henry       | UDB       | Professeur d'histoire-géographie Vice-président de la CC du Val d'Ille-Aubigné (2020 → )                     |

## Démographie
L'évolution du nombre d'habitants est connue à travers les recensements de la population effectués dans la commune depuis 1793. Pour les communes de moins de 10 000 habitants, une enquête de recensement portant sur toute la population est réalisée tous les cinq ans, les populations de référence des années intermédiaires étant quant à elles estimées par interpolation ou extrapolation. Pour la commune, le premier recensement exhaustif entrant dans le cadre du nouveau dispositif a été réalisé en 2007.
En 2022, la commune comptait 2 048 habitants, en évolution de +6 % par rapport à 2016 (Ille-et-Vilaine : +5,46 %, France hors Mayotte : +2,11 %).
| 1793 | 1800 | 1806 | 1821 | 1831 | 1836 | 1841 | 1846 | 1851 |
| ---- | ---- | ---- | ---- | ---- | ---- | ---- | ---- | ---- |
| 620  | 716  | 668  | 725  | 752  | 719  | 686  | 685  | 674  |

| 1856 | 1861 | 1866 | 1872 | 1876 | 1881 | 1886 | 1891 | 1896 |
| ---- | ---- | ---- | ---- | ---- | ---- | ---- | ---- | ---- |
| 697  | 694  | 703  | 684  | 664  | 710  | 686  | 708  | 682  |

| 1901 | 1906 | 1911 | 1921 | 1926 | 1931 | 1936 | 1946 | 1954 |
| ---- | ---- | ---- | ---- | ---- | ---- | ---- | ---- | ---- |
| 646  | 623  | 627  | 551  | 561  | 574  | 569  | 592  | 568  |

| 1962 | 1968 | 1975 | 1982  | 1990  | 1999  | 2006  | 2007  | 2012  |
| ---- | ---- | ---- | ----- | ----- | ----- | ----- | ----- | ----- |
| 519  | 513  | 801  | 1 136 | 1 580 | 1 604 | 1 890 | 1 931 | 1 904 |

| 2017  | 2022  | - | - | - | - | - | - | - |
| ----- | ----- | - | - | - | - | - | - | - |
| 1 936 | 2 048 | - | - | - | - | - | - | - |

## Lieux et monuments

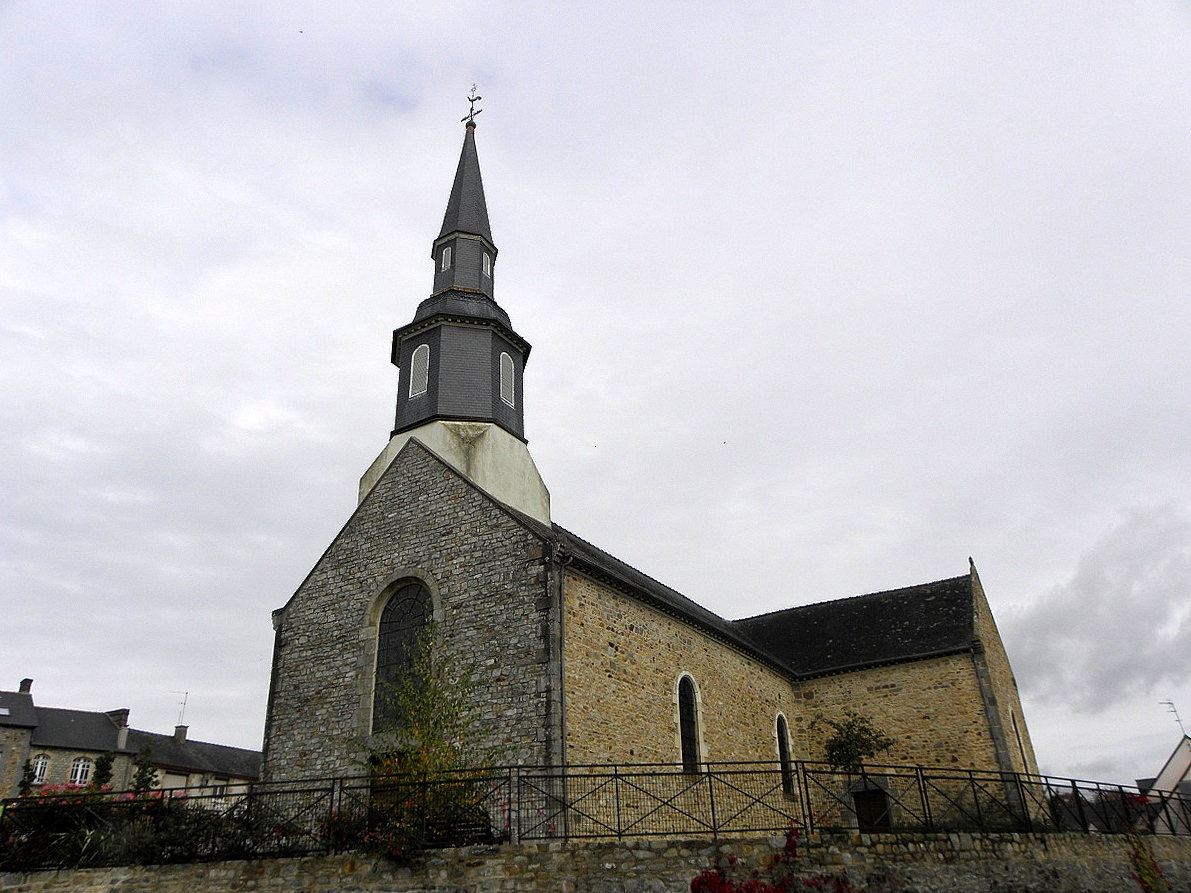
L'église paroissiale Saint-Sulpice.

- Église Saint-Sulpice, édifiée au XIXe siècle par l'architecte Léonce Couëtoux.

## Activité et manifestations

### Jumelages
Montreuil-le-Gast est jumelée avec :
- Montalto delle Marche (Italie) depuis 2001.

Avec les dix-huit autres communes de la communauté de communes du Val d'Ille-Aubigné, elle est par ailleurs jumelée avec :
- Chedzoy (Royaume-Uni) depuis 2003.
- Middlezoy (Royaume-Uni) depuis 2003.
- Westonzoyland (Royaume-Uni) depuis 2003.

### Langue bretonne
En 2023, la municipalité administrée par le militant régionaliste Lionel Henry et son équipe s'engage dans la promotion de la langue bretonne en signant le niveau 1 de la charte Ya d'ar Brezhoneg.

### Manifestations
- Braderie du muguet, le 1er mai, organisée par le comité des fêtes.
- Fête de la Rosière, début septembre, co-organisée par la municipalité et le comité des fêtes.
- Croq'N Roll Festival, fin mai, organisé par l'association Croq'la Zic.

## Personnalités liées à la commune
- Gilles Fournel (1931-1981), poète, enterré à Montreuil-le-Gast.